# Seitingen-Oberflacht
Seitingen-Oberflacht est une commune de Bade-Wurtemberg (Allemagne), située dans l'arrondissement de Tuttlingen, dans le district de Fribourg-en-Brisgau.